# Cymodusa orientalis
Cymodusa orientalis är en stekelart som beskrevs av Tohru Uchida 1956. Cymodusa orientalis ingår i släktet Cymodusa och familjen brokparasitsteklar. Inga underarter finns listade i Catalogue of Life.